# Gaidarbek Abdulajewitsch Gaidarbekow

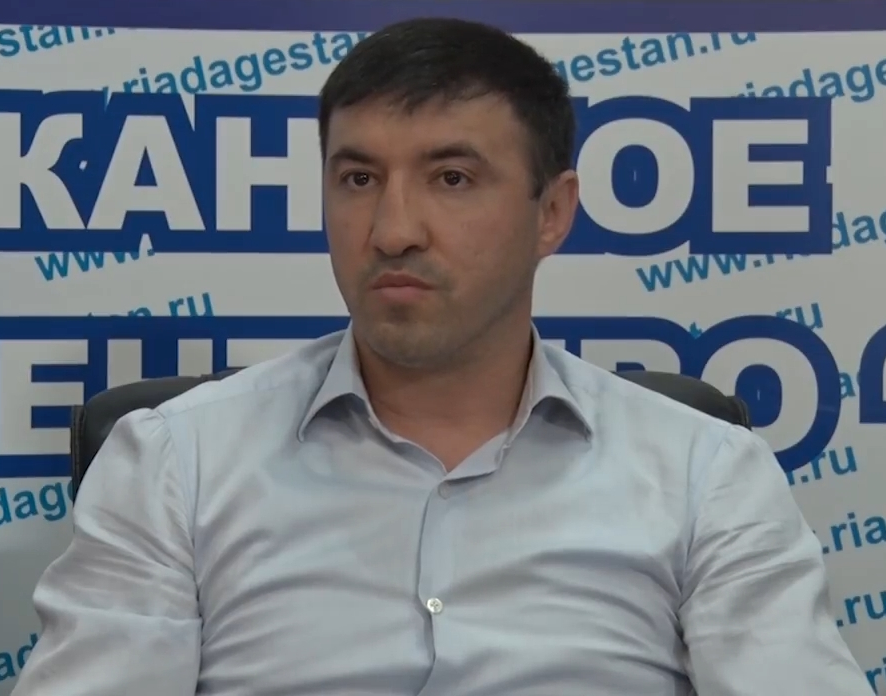
Gaidarbek Gaidarbekow (Juli 2017)

Gaidarbek Abdulajewitsch Gaidarbekow (russisch Гайдарбек Абдулаевич Гайдарбеков; * 6. Oktober 1976 in Kaspijsk) ist ein russischer Amateurboxer.

## Karriere
Gaidarbekow begann 1991 mit dem Boxen. Sein erster internationaler Erfolg war der zweite Platz im Fliegengewicht bei der Juniorenweltmeisterschaft 1994 in Istanbul. 1999, 2001 und 2002 wurde er russischer Meister.
Er belegte bei den Goodwill Games 1998 in New York den zweiten Platz im Halbmittelgewicht und besiegte dort im Halbfinale Jermain Taylor, verlor im Endkampf aber gegen den Kubaner Juan Hernández. 2001 gewann er als Mittelgewichtler bei den Goodwill Games in Brisbane. 2004 besiegte er bei den europäischen Titelkämpfen in Pula im Finale Lukas Wilaschek und sicherte sich seinen einzigen Europameistertitel, 2002 in Perm war er noch frühzeitig am Rumänen Lucian Bute gescheitert.
Im Jahr 2000 nahm Gaidarbekow an den Olympischen Spielen in Sydney teil und gewann die Silbermedaille. Nach Siegen gegen Jeff Lacy im Viertelfinale und Zsolt Erdei im Halbfinale unterlag er im Finalkampf dem Kubaner Jorge Gutiérrez. 2004 in Athen gelang ihm sein größter Erfolg, er wurde Olympiasieger im Mittelgewicht. Im Finale besiegte er dabei Weltmeister Gennadi Golowkin aus Kasachstan nach Punkten.
Heute arbeitet Gaidarbekow für das Sportministerium der Dagestans.